# Naheulband
Le Naheulband est un groupe de musique humoristique français, dérivé de la fiction audio Le Donjon de Naheulbeuk créée par John Lang.

## Biographie
John Lang (alias Pen of Chaos), face au succès remporté par les chansons, de type « rolistichaotique », c'est-à-dire composées de paroles issues de la saga Le Donjon de Naheulbeuk sur des musiques originales ou traditionnelles, ainsi qu'aux débuts de concerts à moitié improvisés par le Maître, réunit autour de lui quelques musiciens, créant ainsi le Naheulband pour le Monde du jeu à Paris en 2002. Il s'ensuit la sortie d'un CD, Machins de taverne, la même année.
Composé à l'origine par Pen of Chaos, Knarf, Lady Fae of Chaos, Tony Beaufils et Dimitri Halby, qui est remplacé un temps par Jade de Nazca, laquelle a ensuite arrêté les concerts, le groupe est rejoint en 2004 par Lili la Guerrière.
Un deuxième album sort en 2005, À poil dans la forêt. Le Grimoire audio, sortie en 2008, est une compilation de morceaux des disques précédents, avec quelques inédits. En 2012 sort T'as pas le niveau, un nouvel album original. Lili, Lady Fae et Tony montent un autre groupe en 2006, Belyscendre, qui interprète des chansons traditionnelles. L'ensemble du Naheulband intervient lors des concerts de Belyscendre[source secondaire souhaitée].
En septembre 2015, Julien « Le Mago » Escalas, chanteur de Magoyond, rejoint le groupe. La même année, le 15 juillet, ils jouent à Brocéliande[source insuffisante]. En 2017, Naheulband fête ses 15 ans d'existence avec un concert événement le 17 décembre prochain au Trianon de Paris,. Un album issu de ce concert, baptisé 15 ans de Chaos, est mis en précommande par la suite en 2019. Cette même année, le groupe au total 125 concerts effectués depuis 2002.
En 2021, le groupe sort le clip le Grand pot au feu, qui atteindra les 100 000 vues sur YouTube. La musique est faite par Naheulband et les paroles sont de Le Mago & Pen Of Chaos.

## Membres
- Si vous ne connaissez pas le sujet, laissez ce bandeau (vous pouvez alors contacter les auteurs).
- Si vous supprimez le contenu mis en cause (vous pouvez préalablement contacter les auteurs),

argumentez précisément cette suppression dans la page de discussion
(un manque de référence n'est pas un argument ; une recherche réelle de référence doit avoir été effectuée, être formellement documentée).
- John Lang
- Lady Fae — chant. Elle a fondé le groupe Belyscendre où elle joue sous le pseudonyme de Cendre aux côtés de Lili la Guerrière et Tony. Depuis son plus jeune âge, Lady Fae est passionnée par les chants traditionnels et aime transmettre les histoires au moyen des voix et de la musique. Elle participe fortement à l'administration d'un wiki centré sur le partage de paroles et d'airs de chansons traditionnelles, Wikitrad. Une chanson du Naheulband écrite par Knarf, dans leur album À poil dans la forêt, s'intitule Les souliers de Lady Fae. Celle-ci avait été faite par son auteur en hommage à la chanteuse, « en cadeau pour faire le mariage de Lady Fae », et fut quelque peu arrangée par le groupe, à qui elle avait beaucoup plu, décidant de l'incorporer dans leur album[6][source insuffisante].

- Tony Beaufils — guitare. Son parcours comprend folk, rock, celtique et metal ; il joue également de la basse et du banjo. Il est aussi  compositeur et leader du groupe de metal progressif symphonique, Qantice. En 2006, il forme le groupe traditionnel Belyscendre avec Lili la Guerrière et Lady Fae et prend dans ce trio le pseudonyme d’Ancelin, « le ménestrel ».
- Ghislain Morel — bodhrán, cuillères, tambourin, guimbarde, coque, kazoo, cajón. Premier musicien à avoir joué des morceaux inspiré par Le Donjon de Naheulbeuk avec Pen of Chaos lors d'une convention de jeu de rôle à Amiens, il participera au premier concert du groupe au Monde du jeu en octobre 2002 avec Lady Fae of Chaos, Knarf (seulement présent le premier jour), Tony et Dim (Dimitri Halby). Il a participé aux deux albums du groupe où il a co-composé les deux morceaux de metal. Il est aussi un des membres fondateurs du groupe de musiques traditionnelles Maigh Tuireadh, qui se produit très souvent dans l'Est de la France et qui a partagé à quelques reprises la scène avec le Naheulband.

- Céline « Lili la Guerrière » Devrainne —  danse orientale, guitare, tambourin, flûte à bec. Mais elle se passionne surtout pour la recherche des secondes voix et des harmonies. Cofondatrice de Belyscendre avec Lady Fae et Tony, elle est connue sous le pseudonyme de Lys. Lili chante également dans le groupe de heavy metal Tindalos. Les dons de Lili dans le domaine culinaire lui ont valu un clin d'œil du Naheulband dans l'un des morceaux de leur album À poil dans la forêt, intitulé La Marche Barbare. En effet, Pen of Chaos lui en a dédié la dernière strophe : « Lili était bien trop gentille, elle fut virée du clan dix fois. Mais comme elle fait bien la tarte aux myrtilles, quand elle revient on l'engueule pas[6][source insuffisante]. »

- Clémence. Elle rejoint le groupe à la suite des départs de Dimitri Halby et de Franck Guillois. Clémence est violoniste. Sur scène, elle joue le rôle de la prêtresse de Dlul, et sa tenue de scène inclut un bonnet de nuit. Clémence joue également dans les groupes Sligo et Maigh Tuireadh.

- Julien « Le Mago » Escalas — guitare, chant live (depuis septembre 2015). Il est le cofondateur du groupe de rock alternatif zombie Magoyond , il est également cocréateur des fictions audio La Compagnie de Corokitus et Chez le Psy.

### Anciens membres
- Franck « Knarf » Guillois — ingénieur du son, musicien, humoriste. Il est principalement connu en tant que créateur principal de l’aventure humoristique Les Aventuriers du Survivaure (dont cinq BD sont sorties aux éditions Clair de Lune) et son activité de musicien/humoriste dans le Naheulband, le groupe musical interprétant les créations connexes au Donjon de Naheulbeuk. Il interprétait le nain sur scène, et n'est autre que la voix off de la fiction audio (à partir de l'épisode 9 de la première saison). Knarf a contribué à la réalisation du premier album de Belyscendre, groupe de musique traditionnelle formé de plusieurs membres du Naheulband (Lili, Ladyfae, Tony), dans lequel il occupait la place de percussionniste et de guitariste de remplacement. En 2007, il devient membre permanent du groupe.
- Dimitri Halby
- Jade de Nazca

## Discographie
- 2003 : Machins de taverne
- 2005 : À poil dans la forêt
- 2008 : Le Grimoire audio
- 2012 : T'as pas le niveau
- 2018 : Anthologie numérique (tous les morceaux réunis en deux volumes, disponible uniquement sur Internet)
- 2019 : 15 ans de chaos (live au Trianon)